# Extreme Ghostbusters (computerspel)
Extreme Ghostbusters is een videospel voor de Game Boy Color, gebaseerd op de gelijknamige animatieserie. Het spel werd geproduceerd door Light and Shadow Productions, en uitgebracht in 2001.

## Gameplay
De speler kan de rol aannemen van een van de vier nieuwe Ghostbusters: Kylie, Garett, Roland, en Eduardo. Elk van deze personages heeft zijn eigen unieke gameplay, attributen en wapens. De speler kan op elk moment van het spel wisselen tussen de personages. Kiezen van het juiste personage is van belang voor het overwinnen van bepaalde obstakels. Het spel speelt zich af in verschillende delen van New York.